# Foz do Douro
Foz do Douro era una freguesia portuguesa del municipio de Oporto, distrito de Oporto.

## Geografía
Geográficamente situada entre la desembucadura  del río Duero y el océano Atlántico, en la parte occidental de la ciudad de Oporto. Es considerada la zona residencial de las clases industriales y adineradas de la ciudad.

## Historia
Fue suprimida el 28 de enero de 2013, en aplicación de una resolución de la Asamblea de la República portuguesa promulgada el 16 de enero de 2013 al unirse con las freguesias de Aldoar y Nevogilde, formando la nueva freguesia de Aldoar, Foz do Douro e Nevogilde.